# Blondes 126
Blondes 126 — седьмой студийный альбом российской поп-группы REFLEX, выпущенный в 2008 году на лейбле Монолит Рекордс. Альбом включает в себя 11 основных композиций, радиоверсию сингла «Шанель», три видеоклипа на песни «Шанель», «Научи любить» и «Половинка», а также буклет с текстами песен и фотографиями солисток. Диск получил смешанные отзывы критиков.

## История создания
Запись альбома проходила на международной студии звукозаписи в Дубае. Единственный сингл с альбома — «Шанель» — был выпущен в конце 2007 года, и попал в ротацию «Русского Радио». Презентация альбома состоялась 10 апреля 2008 года в развлекательном комплексе Golden Palace. Также к альбому прилагается DVD-диск, содержащий шесть видеоклипов и документальный фильм об их съёмках

## Отзывы критиков
На сайте KM.RU посчитали, что «с хитовым потенциалом у трио по-прежнему все в порядке — композитор Вячеслав Тюрин и его соавторы дело знают туго». По мнению агентства, несмотря на то, что «REFLEX продолжает разрабатывать провокационные темы в песнях, наподобие „Бонни и Клайд“», «до уровня заявленных персонажей они попросту не дотягивают»: «Когда они пытаются дерзкими голосами зазывать „давай! давай!“, им просто-напросто не веришь и, соответственно идти за ними не хочешь». Также на сайте положительно оценили видеоклипы, при этом посчитав, что песню «Научи любить» новый состав перепел зря.

## Список композиций
| №   | Название              | Текст песни                              | Музыка             | Длительность |
| --- | --------------------- | ---------------------------------------- | ------------------ | ------------ |
| 1.  | «Kaк Бонни и Клайд»   | Павел Бертош, Вячеслав Тюрин             | Андрей Слончинский | 3:33         |
| 2.  | «Шанель»              | Ирина Нельсон, Леона Войналович          | Вячеслав Тюрин     | 4:42         |
| 3.  | «Игра»                | А. Дмитриева                             | Вячеслав Тюрин     | 3:07         |
| 4.  | «Потерялись»          | Ирина Нельсон                            | Вячеслав Тюрин     | 4:18         |
| 5.  | «Случайно»            | Ольга Ровная                             | Андрей Слончинский | 3:35         |
| 6.  | «За тобой»            | Леона Войналович                         | Вячеслав Тюрин     | 3:19         |
| 7.  | «Я буду верить»       | Леона Войналович                         | Вячеслав Тюрин     | 3:36         |
| 8.  | «Просто влюбиться»    | Глеб Кальпурний                          | Вячеслав Тюрин     | 3:38         |
| 9.  | «Ангелы Барби»        | Лигр (Евгений Бондарь), Леона Войналович | Вячеслав Тюрин     | 4:11         |
| 10. | «Два слова»           | А. Дмитриева                             | Вячеслав Тюрин     | 3:36         |
| 11. | «Выбрала тебя»        | Глеб Кальпурний                          | Вячеслав Тюрин     | 3:32         |
| 12. | «Шанель» (Radio Edit) | Ирина Нельсон, Леона Войналович          | Вячеслав Тюрин     | 3:10         |

Видеоклипы
| №   | Название       | Режиссёр             | Длительность |
| --- | -------------- | -------------------- | ------------ |
| 13. | «Шанель»       | Александр Игудин     | 3:09         |
| 14. | «Половинка»    | Вячеслав Тюрин       | 3:41         |
| 15. | «Научи любить» | Виталий Мухаметзянов | 4:06         |

## Участники записи
- Основной вокал — Женя Малахова
- Бэк-вокал — Алёна Торганова, Анастасия Студеникина
- Аранжировки — Андрей Слончинский
- Гитара — Игорь Жирнов, Андрей Слончинский
- Бас-гитара — Дмитрий Рогозин
- Саунд-продюсирование — Вячеслав Тюрин
- Звукорежиссура и мастеринг — Андрей Аспидов (DJ Orl)

Альбом записывался на студиях REFLEXMUSIC (Москва) и VIPSTUDIODUBAI (Дубай)

## Люблю… История успеха: Трилогия. Часть 2
«Люблю… История успеха» — вторая часть DVD-трилогии группы REFLEX, выпущенная в виде подарочного издания альбома Blondes 126 в 2008 году. Диск включает в себя шесть видеоклипов группы, а также документальный фильм, в котором рассказывается об их съёмках. Также фильм включает в себя закулисные съёмки и интервью солисток.

### Список композиций
| №  | Название                                       | Режиссёр                        | Длительность |
| -- | ---------------------------------------------- | ------------------------------- | ------------ |
| 1. | «Люблю»                                        | Семён Горов                     | 3:34         |
| 2. | «Может быть показалось»                        | Александр Игудин                | 4:05         |
| 3. | «Может быть показалось» (Симфоническая версия) | Вячеслав Тюрин                  | 3:38         |
| 4. | «Я тебя всегда буду ждать»                     | Баходыр Юлдашев                 | 4:25         |
| 5. | «Мне трудно говорить»                          | Вячеслав Тюрин, Баходыр Юлдашев | 3:35         |
| 6. | «Падали звёзды»                                | Вячеслав Тюрин                  | 3:55         |

Бонус
| №  | Название                 | Режиссёр       | Длительность |
| -- | ------------------------ | -------------- | ------------ |
| 1. | «Фильм о съёмках клипов» | Вячеслав Тюрин |              |